# Dasyomma poecilogaster
Dasyomma poecilogaster är en tvåvingeart som först beskrevs av Philippi 1865.  Dasyomma poecilogaster ingår i släktet Dasyomma och familjen bäckflugor. Inga underarter finns listade i Catalogue of Life.